# Højrup Sogn
Højrup Sogn er et sogn i Haderslev Domprovsti (Haderslev Stift).
Højrup Sogn hørte til Hviding Herred i Tønder Amt. Højrup sognekommune blev ved kommunalreformen i 1970 indlemmet i Gram Kommune, der ved strukturreformen i 2007 indgik i Haderslev Kommune.
I Højrup Sogn ligger Højrup Kirke. Sognet hørte indtil 2007 til Tørninglen Provsti, men kirken har ikke det karakteristiske Tørninglen-spir, der er rejst over 4 trekantgavle.
I sognet findes følgende autoriserede stednavne:
- Arnum (bebyggelse)
- Arnum Nykro (bebyggelse)
- Arnum Nørremark (bebyggelse)
- Arnum Søndermark (bebyggelse)
- Arnum Vesterby (bebyggelse)
- Arnum Østerby (bebyggelse)
- Fogager (bebyggelse)
- Gelstoft (bebyggelse)
- Højrup (bebyggelse, ejerlav)
- Kongemose (areal)
- Lille Højrup (bebyggelse)
- Lindet Skov (areal, ejerlav)
- Stensbæk (bebyggelse)
- Stensbæk Plantage (areal)

## Afstemningsresultat
Folkeafstemningen ved Genforeningen i 1920 gav i Højrup Sogn 393 stemmer for Danmark, 103 for Tyskland. Af vælgerne var 87 tilrejst fra Danmark, 31 fra Tyskland. 